# Bardócz Árpád (költő)
Bardócz Árpád (Nagyilonda, 1888. április 23. – Budapest, 1953. augusztus 9.) költő, műfordító, jogász.

## Életútja
Budapesten és Kolozsvárt végzett jogi tanulmányokat. 1914-től tisztviselő volt Temesvárt, s munkatársa a Jövendő c. folyóiratnak. 1921-ben Magyarországra költözött s Vácon telepedett le, ott fordította magyarra Goethe vígjátékait. A Komédia, Képes Futár, Erdélyi Szemle, Pásztortűz, Erdélyi Helikon munkatársa. Tagja volt a lengyel–magyar kapcsolatok ápolását célul tűző, elsősorban irodalommal foglalkozó Magyar Mickiewicz Társaságnak.

## Jelentősebb műfordításkötetei
- Thea Sternheim: Anna (kisregény, társfordító Roland Angerbauer, Temesvár, 1920);
- Japán versek (német közvetítéssel, Temesvár, 1920). Vasile Alecsandri-fordítások három kötetben: Pasztellek (Kolozsvár, 1926);
- Emlék (Kolozsvár, 1935) és Könnycseppek (La Fontaine Irodalmi Társaság kiadása, Budapest, 1938). Német költők (Budapest, 1936);
- Julian Tuwim: Hetedik ősz (lengyel versek, Magyar–Lengyel Könyvtár-sorozat, Magyar Mickiewicz Társaság, Budapest, 1938).

## Verskötete
- Fényáradás (Budapest, 1935).